# Kanton Écouché
Kanton Écouché (francouzsky Canton d'Écouché) byl francouzský kanton v departementu Orne v regionu Dolní Normandie. Tvořilo ho 18 obcí. Zrušen byl po reformě kantonů 2014.

## Obce kantonu
- Avoine
- Batilly
- Boucé
- La Courbe
- Écouché
- Fleuré
- Goulet
- Joué-du-Plain
- Loucé
- Montgaroult
- Rânes
- Saint-Brice-sous-Rânes
- Saint-Ouen-sur-Maire
- Sentilly
- Serans
- Sevrai
- Tanques
- Vieux-Pont